# Піса
Пі́са  (пол. Pisa) — річка в Вармінсько-Мазурському воєводстві Польщі, притока Нарева.
Довжина Піси — 80 км, площа басейну — 4500 км². Піса витікає з озера Рось, біля міста Піш, протікає по Мазурським озерам, після чого впадає в річку Нарва. 
Найбільша притока - Крутиня (99 км).
Ширина річки — 15-20 м, іноді до 35 м, глибина — 1,5-2 м. Течія річки повільна, берега порослі лісом. Флора і фауна річки типова Мазурським озерам.
Річка Піса — є частиною туристичного маршруту від озера Рось до Нарви і далі.

## Притоки
Піса тече з системи Великий Мазурирськиз озер, витікає з озера Рось (ширина жолоба становить близько 20 м), перетинає його східну частину  (ширина жолоба є близько 34 метрів) і біля міста Новоґруда, стає правою притокою річки Нарви .

### Праві притоки
- Барлога пол. Barłoga
- Рибниця пол. Rybnica,
- Рудна пол. Rudna
- Канал Турошль пол. Kanał Turośl

### Ліві притоки
- Шпарка пол. Szparka
- Піша вода пол. Pisza Woda
- Богомілка пол. Bogumiłka
- Вінсента пол. Wincenta
- Скрода пол. Skroda[1]